# Абуляисово
Абуляи́сово (баш. Әбүләйес) — деревня в Зианчуринском районе Башкортостана, входит в состав Абуляисовского сельсовета.

## Географическое положение
Протекает река Абуляисова.
Расстояние до:
- районного центра (Исянгулово): 64 км,
- центра сельсовета (Малиновка): 4 км,
- ближайшей ж/д станции (Кувандык): 61 км.

## Население
| 1939 | 1959 | 1970 | 1979 | 1989 | 2002 | 2009 |
| ---- | ---- | ---- | ---- | ---- | ---- | ---- |
| 426  | ↘345 | ↗447 | ↘379 | ↘307 | ↗378 | ↗427 |
| 2010 |      |      |      |      |      |      |
| ↘265 |      |      |      |      |      |      |

Национальный состав
Согласно переписи 2002 года, преобладающая национальность — башкиры (98 %).

## Религия
В деревне есть мечеть.

## Известные уроженцы
- Бикбов, Юнус Юлбарисович (1883—1942) — один из лидеров Башкирского национального движения, партийный и государственный деятель, председатель Башкирского правительства.
- Кадыров, Нурлыгаян Хафизович (1 июля 1894 — 19 июля 1956 — педагог, заслуженный учитель школы РСФСР (1949).